# 加西市立善防公民館
加西市立善防公民館（かさいしりつぜんぼうこうみんかん）は兵庫県加西市戸田井町にある2階建ての公民館である。様々なイベントが開催されている。公民館付近には加西市立善防中学校や、皿池、善防池がある。裏には善防山があり、登山客が多く見受けられる。

## 施設概要
1階
- ロビー
- テラス、芝生広場
- 多目的ホール、ステージ
- 子育て学習室
- アトリエ室
- 音楽スタジオ

2階
- 料理室
- 大研究室
- 中研究室
- 小研究室
- 和室（竹、梅）
- 和室（松）
- 和室（水屋）
- 楽屋